# BAU (rivista)
BAU nasce nel 2004 a Viareggio grazie all'iniziativa degli artisti Vittore Baroni e Antonino Bove.
Il progetto si propone come erede ideale delle riviste sperimentali degli anni '60 e '70, come Geiger di Adriano Spatola, Tèchne di Eugenio Miccini, nonché delle pubblicazioni legate al Gruppo 63 e al Gruppo 70. La rivista si inserisce nel solco della tradizione delle riviste d'avanguardia, con l'obiettivo di esplorare nuove forme di espressione artistica e letteraria.
Fanno parte della redazione Antonino Bove, Luca Brocchini, Giuseppe Calandriello, Gabriele Menconi e Guido Peruz.

## Pubblicazione e collaborazioni
BAU si ispira a pubblicazioni come le riviste dadaiste e le scatole in una valigia di Marcel Duchamp, oltre al magazine d'artista Aspen, curato da Phyllis Johnson negli anni '60. Ogni numero di BAU è confezionato come una scatola, con formato e dimensioni variabili, contenente opere uniche di artisti contemporanei. Queste opere spaziano dalla litografia alla serigrafia, fino a lavori concettuali, assemblaggi o piccole sculture. Oltre alla scatola, la rivista include un catalogo critico che fornisce una cornice teorica e interpretativa ai contributi degli artisti, pubblicando saggi e contributi visivi (tra gli altri di Riccardo Guarneri, Luca Maria Patella, Alessandro Vezzosi, Ben Vautier, Arturo Schwarz, Francesco Conz).
Tra gli artisti che hanno collaborato con BAU, si segnalano nomi nell'ambito della poesia visiva, come Lamberto Pignotti, Lucia Marcucci, Eugenio Miccini, Emilio Isgrò, nonché esponenti del movimento Fluxus come Giuseppe Chiari, Sylvano Bussotti, Ben Patterson, Philip Corner. Importanti anche le partecipazioni di artisti dell'arte cinetica come Giovanni Anceschi e Grazia Varisco, di autori letterari come Nanni Balestrini, Luigi Ballerini, Corrado Costa, Tomaso Kemeny, Giulia Niccolai, Sandro Veronesi, Emilio Villa, di fumettisti e illustratori come Gianluca Lerici, Massimo Giacon, di musicisti come Daniele Lombardi, Teho Teardo e artisti come Enrico Baj, Gillo Dorfles, Vincenzo Agnetti, Arrigo Lora Totino.

## Tematiche
Le tematiche esplorate da BAU sono eterogenee e sperimentali. La rivista pone l'attenzione alle pratiche verbovisive e alla scrittura asemica, forme d'arte che combinano parole e immagini in modi non convenzionali. Un altro tema ricorrente è la mail art, una forma di espressione artistica che utilizza il servizio postale come mezzo per creare e distribuire opere. La rivista ha ospitato anche contributi di artisti legati all'arte concettuale e alla scrittura sperimentale.
BAU si caratterizza come un vero e proprio "contenitore di cultura contemporanea", capace di accogliere anche contributi da mondi apparentemente distanti, come quello della cucina d'autore, coinvolgendo chef come Gualtiero Marchesi, Cristiano Tomei, Alfio Ghezzi e Christian Sinicropi.

## Musei
Numeri di BAU sono in musei come Yale University Beinecke Rare Book and Manuscript Library; Museo del Novecento; MART; Biblioteca del Castello Sforzesco; Triennale di Milano e Bibliothèque Kandinsky del Centro Georges Pompidou di Parigi

## Mostre
Parallelamente alla pubblicazione della rivista, BAU ha organizzato una serie di mostre, ospitate in spazi pubblici e privati. Tra le più importanti Leo Ex Machina. Ingegni leonardeschi nell'arte contemporanea (con opere di Joseph Beuys, Hermann Nitsch, ORLAN, Nam June Paik e Stelarc) alla Galleria d'arte moderna e contemporanea Lorenzo Viani (GAMC) di Viareggio, 2015; BAU Dress Codex al Museo del Novecento di Milano, 2016; BAU GPS - Global Participation System alla Biblioteca Braidense di Milano, 2017.
La collezione di BAU è stata esposta alla Quadriennale di Roma presso Villa Carpegna in occasione della mostra E' l'arte, bellezza... E tu non puoi farci niente, 2013.
Nel 2020, il Centro d'arte moderna e contemporanea di La Spezia ha ospitato la mostra retrospettiva BAU. Contenitore di cultura contemporanea 2004 - 2020, celebrando i primi 16 anni di attività della rivista